# Banco das Agulhas
O Banco das Agulhas é uma longa e rasa porção da placa continental Africana que se prolonga até 250 km a sul do Cabo das Agulhas, onde dá lugar a uma planície abissal. É o local de encontro entre os oceanos Atlântico e Índico, o que torna estas águas numa zona de considerável biodiversidade mas também numa das mais turbulentas e tortuosas regiões oceânicas. É uma área de importância comercial para a África do Sul, servindo de zona de pesca, e pelas várias explorações petrolíferas espalhadas pela Bacia de Bredasdorp.